# Swan Song Records
Swan Song Records foi uma gravadora lançada pela banda Led Zeppelin em 10 de maio de 1974. Foi gerenciada pelo empresário da banda, Peter Grant, e foi um veículo para que a banda promovesse seus próprios produtos, assim como artistas que encontravam dificuldade em assinar contratos com as grandes gravadoras. A banda Free/Bad Company fez alguns álbuns neste selo. A decisão de lançar uma gravadora surgiu após o fim do contrato de cinco anos com a Atlantic Records, no final de 1973.